# Quilaco
Quilaco este un târg și comună din provincia Bío Bío, regiunea Bío Bío, Chile, cu o populație de 3.850 locuitori (2012) și o suprafață de 1123,7 km2.